# 크라쿠프 주교궁

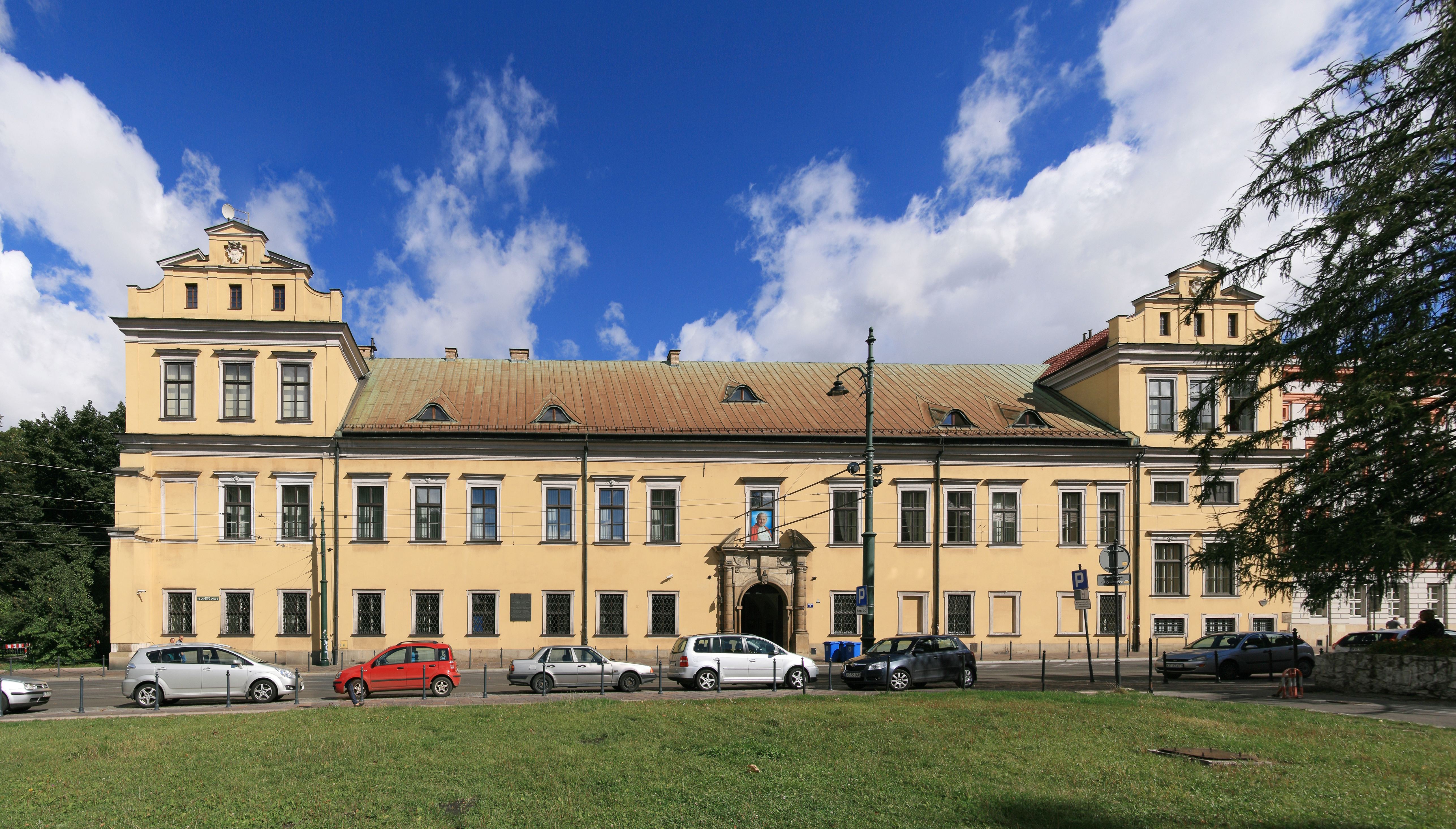
크라쿠프 주교궁

크라쿠프 주교궁(폴란드어: Pałac Biskupi w Krakowie)은 폴란드 마워폴스카주 크라쿠프에 있는 궁전이다. 교황청 소재지이며, 14세기 후반부터 크라쿠프 주교의 거주지였다. 주교궁은 교황 요한 바오로 2세가 크라쿠프에 머무는 동안 거주한 곳으로 가장 잘 알려져 있다. 그는 밤에 정문 위의 창문에서 축복을 내리고 추종자들에게 이야기를 나누곤 했다.